# 보헤미안 랩소디 (영화)
《보헤미안 랩소디》(영어: Bohemian Rhapsody)는 2018년 하반기에 아시아와 태평양, 유럽, 아메리카 등 전 세계 50여개 국에서 동시 개봉한 드라마 영화이다.
브라이언 싱어와 덱스터 플레처가 감독을, 앤서니 매카튼이 각본을 맡았다. 영화는 리드싱어 프레디 머큐리의 삶을 중심으로 밴드 퀸의 결성부터 1985년 라이브 에이드 공연까지, 15년 간 일어난 일화들을 다룬다.
2017년 9월 잉글랜드 런던에서 브라이언 싱어의 지휘 아래 촬영이 시작되었다. 하지만 2017년 12월, 제작과정 내에서 싱어의 태만함과 출연진과 제작진 간의 불협화음 문제로, 브라이언 싱어가 감독직에서 해고당한다. 이후 덱스터 플레처가 감독직을 이어 받아 촬영 마무리와 후반제작을 맡았다.
제75회(2018) 골든 글로브상 드라마 작품상 수상작이다. 제91회 아카데미상 남우주연상, 편집상, 음향효과상, 음향편집상으로 수상한 바 있다.

## 줄거리
1970년 파로크 불사라는 히드로 공항에서 파트 타임 수하물 처리자로 일하고 있다. 그는 스마일로 알려진 록 밴드가 공연하는 나이트클럽을 자주 방문한다. 공연을 관람한 그는 부티크에서 일하는 메리 오스틴을 만난다. 밴드의 리드 싱어가 사임했다는 소식을 듣고 파로크는 기타리스트 브라이언 메이와 드러머 로저 테일러를 만나 밴드에 합류할 수 있는지 묻는다. 그의 노래 능력을 샘플링한 후 브라이언과 로저는 깊은 인상을 받았고 파로크가 합류하게 되었다. 밴드가 리뉴얼되고 존 디콘이 새로운 베이시스트가 되면서 영국을 순회하여 앨범을 위한 수익과 재정을 마련한다. 파로크는 프레디 머큐리프레디 머큐리로 이름을 변경하고 밴드는 여왕으로 이름을 변경한다.
밴드는 리드 매니저로 존 리드와 스케줄링 매니저로 폴 프렌터와 함께 미국으로 여행을 떠난다. 1975년 여왕은 밴드의 가장 상징적인 노래 중 하나인 보헤미안 랩소디를 탄생시킨 오페라에서의 하룻밤라는 앨범을 개발한다. 레코드 레이블의 매니저인 레이 포스터가 보헤미안 랩소디를 리드 싱글로 발매하는 것을 거부하자 여왕은 레이블과 손을 잡고 영국으로 이주하여 지역 디스크 자키가 라디오에서 재생하도록 한다. 이 노래는 세계적인 현상이 되었고 밴드의 스타덤을 향한 길을 닦았다.
1980년 프레디는 호화로운 하우스 파티를 열고 짐 허튼이라는 웨이터와 관계를 맺는다. 폴은 리드에게 프레디가 솔로로 가도록 설득하지만 프레디의 생각이 마음에 들지 않자 폴은 무지한 척하고 프레디는 밴드와 상의하지 않고 리드를 해고한다. 밴드 멤버들이 그들의 계획에 대해 논의할 때 스튜디오 내부의 긴장이 고조되지만 남자이 베이스로 무언가를 연주하는 것을 들을 때 그것은 또 하나는 먼지를 물고라는 제목의 또 다른 히트작으로 이어진다. 1984년 여왕은 나는 해방되고 싶다의 뮤직 비디오를 발표했다. 뮤직 비디오가 텔레비전 방송국에서 금지되자 계획이 틀어지고 프레디는 솔로 앨범을 녹음하기로 계약을 맺었다.
독일 뮌헨에 사는 프레디는 전 여자친구 메리의 깜짝 방문을 받고 라이브 에이드라는 특별 자선 콘서트에 대해 설명한다. 폴이 라이브 에이드에 대한 소식을 알리지 않고 부정적인 영향을 끼쳤다는 사실을 깨닫고 프레디는 그를 해고한다. 보복으로 폴은 프레디의 성적인 탈선에 대해 공개한다. 프레디는 소원해진 밴드 동료들과 재회하고 라이브 에이드 법안에 다시 뭉치도록 설득한다. 빅 콘서트 직전 프레디는 인간 면역 결핍 바이러스에 걸렸다고 밝혔다. 밴드는 계속해서 라이브 에이드 콘서트에서 공연을 하고 그들의 공헌으로 가장 가치 있는 밴드로 선정되었다. 에필로그에서 프레디는 1991년 11월 24일 바이러스에 감염되어 사망했다.

## 흥행
보헤미안 랩소디는 전세계적으로 큰 흥행을 이끌었다. 그 중 대한민국에서는 2019년 4월 14일 기준 9,946,676명의 관객수를 기록하여, 퀸의 태생지인 영국의 흥행을 넘어설 정도로 이례적인 흥행도를 보였다. 이는 음악 영화 중 최대의 기록으로, 종전의 레 미제라블을 크게 뛰어넘은 것이기도 하다. 이로 인해 '퀸청망청', '퀸치광이' 등 퀸의 팬과 관련한 신조어가 유행하기도 했다. 또한, 흥행의 원인에는 퀸을 추억하고 기억하던 60~70년대생의 영향도 크지만 10대와 20대 중 복고에 빠진 사람들, 이른바 뉴트로의 비중이 크다고 전문가들은 지적한다.
또한, 보헤미안 랩소디의 흥행은 싱어롱(Sing-a-long)으로 불리는 다른 문화를 낳았다. 관객들이 조용히 영화를 보는 것이 아닌, 공연과 영화음악에 맞춰 노래를 부르고 춤을 추는 문화가 이어졌다. 이는 영국과 미국 등으로 역수출되어 2019년 1월 11일부터 이들 지역에서 싱어롱 특별판이 상영되기도 했다.

## 논란
본 작품의 TV 방영권이 SBS 편성본부에 팔리자 마자, 설 연휴 셋째날인 2021년 2월 13일에, 설날특선영화로 방영되어 SBS TV를 비롯한 KNN 부산경남방송 등 전국 각 지역 9개 민영 방송 네트워크로 일제히 방영되어, 영화 속 머큐리와 짐 허튼의 키스신 장면이 삭제되는 등 남성 보조출연자들의 키스신이 모자이크 처리로 논란의 소지가 많다는 특징 때문에, 국내 성 소수자 단체들은 "동성애를 유해한 것으로 보고 인위적으로 편집한 행위"라고 반발했다.
SBS 편성본부 측에선, "SBS 시청자 상담실의 일일 시청자 의견 보고서에 기재된 애로사항 중 동성애자를 주인공으로 한 영화를 설 연휴에 방송하는 건 전혀 납득이 가지 않는다라는 시청자 의견을 전제로 하여, 지상파 방송국에서 저녁 시간대에 15세 이상 시청가로 방송하는 설 특선 영화라는 점을 신중히 고려한 편집일 뿐 특별한 의도는 없었는데, 드라마와 예능 프로그램 등 모든 프로그램들은 시청 시간대에 못지 않게 시청 등급을 의무적으로 고지하고 있지만, 지상파 채널에서 영화를 방영할 때 지나치게 폭력적인 장면이나 흡연 장면을 인위적으로 편집하는 것과 마찬가지로, 온 가족이 함께 보는 연휴 기간에 편성했음에도 불구하고, 직접적인 스킨십 장면은 편집하여, 설 명절에 가족들이 함께 볼 수 있는 음악 영화라는 점에 착안하였다"라고 해명하면서, "성적 지향을 이유로 특정한 사람에 대한 구체적인 피해가 발생했다고 단정하기가 어렵다"며 시민단체가 낸 진정은 각하했다.
이에 대해 국가인권위원회 측에선, "지상파 방송은 수 많은 사람들이 손쉽게 접할 수 있는 매스 미디어이므로, 대중의 가치관과 태도 형성에 중요한 역할을 수행하기 때문에, 동성간의 키스 장면을 삭제 및 모자이크 처리한 영화 상영 등이 성 소수자 차별이라는 진정사건과 관련 성 소수자 집단을 향한 부정적 관념과 편견을 조장할 우려가 많아, 성 소수자에 대한 부정적인 선입견이 확대되지 않도록 개선이 시급하다는 의견을 표명했다"고 덧붙였다.
일본민간방송연맹의 가이드 라인에 따르면, "후지 TV를 비롯한 TV 아사히, NTV(닛폰 TV 방송망) 등 모든 상업 방송사들은 프로그램 편성 기획을 비롯해서, 제작, 편집, 방영까지 성 소수자 같은 사회적 약자를 배제하지 않도록 반드시 꼭 개선할 의무가 있다"라고 명시되어 있지만, 7개월 뒤인 2021년 9월 18일에 SBS TV의 추석특선영화로 재방영한 바 있다.
당시, KBS 드라마본부의 황의경 센터장의 인터뷰에서, "배우 장근석과 박신혜가 주연을 맡아, 지난 2009년 하반기에 방영된 SBS 수목 드라마 '미남이시네요'의 경우, 신인 배우 발굴 차원에서, 연기력이 검증되지 않은 아이돌 스타들을 드라마 주연 급에 전격 기용하여, 10대 아이돌 그룹 멤버들의 성장 과정과 이들을 둘러싼 사랑과 갈등을 극화한 뮤지컬 로코 드라마이기 때문에, 남장을 여장으로 변신하는 장면 등 동성애 논란으로 12% 이하의 최저 시청률을 기록하는데 그쳤지만, 동성애 시비 문제가 지적되고 있는 일부 TV프로그램들의 연출 행태가 조금이라도 개선돼야 한다는 지적이다"라고 덧붙였다.
지난 1993년 KBS에 입사한 황의경 선임 PD는 지상파 최초의 시즌제 교육 드라마 '학교 4'의 연출을 시작으로, 지난 2010년부터는 드라마운영팀 등 곽기원 팀장과 관리직으로 승진하여, KBS의 드라마 제작 및 편성 기획을 총괄해 왔다.

## 출연진
- 라미 말리크 - 프레디 머큐리 역
- 루시 보인턴 - 메리 오스틴 역
- 벤 하디 - 로저 테일러 역
- 귈림 리 - 브라이언 메이 역
- 조셉 마젤로 - 존 디콘 역
- 에이단 길렌 - 존 리드 역
- 앨런 리치 - 폴 프렌터 역
- 톰 홀랜더 - 짐 비치 역
- 마이크 마이어스 - 레이 포스터 역
- 아론 맥쿠스커 - 짐 허튼 역
- 메네카 다스 - 제르 불사라 역
- 에이스 바티 - 바미 불사라 역
- 미셸 던칸 - 쉘리 스턴 역
- 요한나 테아 - VIP 파티 손님 역